# Onthophagus rangifer
Onthophagus rangifer là một loài bọ cánh cứng trong họ Bọ hung (Scarabaeidae).